# Ікона Божої Матері «Взграння Немовляти»

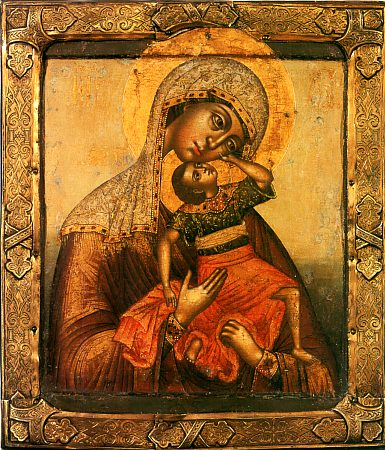
Ікона Божої Матері «Взграння Немовляти»

Ікона Божої Матері «Взграння Немовляти» — російська ікона стародавнього письма, писана з грецького зразка.
У Візантійській імперії цей образ почитався стародавньою чудотворною святинею. Ікони Богоматері того ж імені є в Московському Новодівочому монастирі і у Ватопедській обителі на Афонськой горі.
Пам'ять — 20 листопада

## Опис
Богоматір на цій іконі зображена з сидячим на правій Її стороні Богонемовлям, що пригорнувся Своєю лівою щокою до Її правої щоки і підтримуваним Нею обома руками.

## Історія
Ікона з'явилася 7 листопада 1795 року у вісімнадцяти верстах від Москви і в шести з половиною верстах від станції Люберці Московсько-Казанської залізниці, при селі Гремячева, в стародавньому Миколо-Угреському монастирі, заснованому Дмитрієм Донським на честь перемоги на Куликовому полі в 1380 році, на місці отримання іншої ікони — Миколая Чудотворця.

## Джерело
- Календар свят [Архівовано 4 жовтня 2008 у Wayback Machine.](рос.)
- Додатково про ікону [Архівовано 27 грудня 2018 у Wayback Machine.] (рос.)